# Doryopteris collina
Doryopteris collina là một loài thực vật có mạch trong họ Adiantaceae. Loài này được (Raddi) J. Sm. miêu tả khoa học đầu tiên năm 1841.